# Захват Гибралтара
Захват Гибралтара (англ. Capture of Gibraltar) — операция союзного англо-голландского флота, проведённая в период 31 июля — 4 августа 1704 года в ходе войны за испанское наследство и закончившаяся захватом испанской крепости Гибралтар. После этой операции Испания лишилась стратегической крепости, контролировавшей Гибралтарский пролив и проход в Средиземное море.

## Предыстория
При вступлении в Войну за испанское наследство Англия, помимо всего прочего, хотела приобрести порты на испанском побережье Средиземного моря, чтобы контролировать Гибралтарский пролив и облегчить военно-морские операции против французского флота в западной части Средиземного моря. Заключённый договор с Португалией открыл для англичан гавани Лиссабона и Порту, однако в новой войне Португалия поддержала Францию (хотя формально оставалась нейтральной), что сильно ударило по Великобритании, лишившейся военно-морских баз на Средиземном море, где происходили основные сражения в ходе вооружённого конфликта.
30 мая 1702 года из Торбея вышел флот под командованием адмирала Джорджа Рука из 30 английских и 20 голландских линейных кораблей с десантом в 13 800 человек под командованием герцога Ормонда. Эскадра, отправившаяся к побережью Испании, получила приказ захватить порт Кадис, чтобы обеспечить для британского флота базу на юге и затруднить манёвр французских атлантических и средиземноморских эскадр, базирующихся соответственно в Бресте и Тулоне.
Операция по захвату Кадиса продолжалась с 23 августа по 25 сентября 1702 года. Англичане действовали вяло и нерешительно. С большим трудом десанту к середине сентября удалось захватить внешние форты Кадиса — Сант-Катарина и Сант-Мария. Несмотря на обещания англичан защитить местное население и обоснование своих действий как помощь испанцам в избрании короля, войска герцога Ормонда занялись грабежом и реквизициями в окрестностях Кадиса. В конце концов адмирал Рук решил погрузить войска обратно на корабли и снять осаду. Союзная эскадра проследовала в Виго, где ей удалось сжечь «серебряный флот» Испании, гружёный слитками на сумму в 14 миллионов песо. Англичанам удалось получить богатые трофеи, но большую часть драгоценного металла испанцы сумели выгрузить ещё до нападения. Несмотря на это, адмирал подвергся жесткой критике со стороны парламента, поскольку флот был вынужден уйти на зимнюю стоянку в Англию.
В кампанию 1703 года в Средиземное море был направлен флот уже из 35 английских и 12 голландских линейных кораблей под командованием адмирала Шовелла. Флот вышел только в середине июля, его задача главным образом заключалась в конвоировании шедшего в Смирну и обратно богатого торгового флота (до 230 торговых судов). Кроме того, перед адмиралом был поставлен ряд второстепенных задач, как, например: обеспечить Австрии подвоз через Адриатическое море; заставить Венецию и Тоскану продолжать придерживаться строгого нейтралитета; поднять мавританские государства на борьбу против Франции; при благоприятных условиях напасть на Тулон, Кадис и другие порты. По выполнении задания 16 ноября союзная эскадра довела суда с товаром обратно в Англию, к острову Уайт, но во время жестокого и продолжительного шторма в Даунсе эскадра потеряла 9 линейных кораблей и 4 мелких судна с 1500 человек команды; почти все остальные корабли получили серьёзные повреждения.
Основные силы англичан в домашних водах, без участия голландцев, выполняли под начальством Рука ряд самых обыденных задач; они блокировали французские корабли в их гаванях, угрожали берегам Франции, чтобы задержать там французские войска, уничтожали торговлю противника. Ни одного более значительного предприятия выполнено не было. Рук по-прежнему спокойно стоял на якоре и ничего не предпринимал; он вышел в море лишь после того, как ему пригрозили отрешением от должности, и пошёл в крейсерство без определённой цели.
К этому времени эрцгерцог Карл Австрийский (Карл III), который исполнял роль претендента на трон короля Испании, должен был завладеть Испанией при помощи Португалии, примкнувшей к союзу против Франции, на условии высадки союзных войск в Лиссабоне.
Одновременно Англия заключила с Португалией важный торговый договор, так называемый договор Метуэна, по которому обе стороны обязывались взаимно поощрять ввоз их промышленных товаров. Благодаря этому постепенно вся торговля Португалии перешла в английские руки, а сама Португалия на века вошла в сферу интересов Британии.
В октябре 1703 года в Голландии эскадра Джорджа Рука взяла на борт эрцгерцога Карла, чтобы сопроводить его в Лиссабон. Савойя, видя такое развитие событий, предпочла в конце 1703 года также перейти на сторону австрийского наследника и стала союзницей Англии.
12 февраля 1704 года Рук с эрцгерцогом Карлом на борту пришёл в Лиссабон, где 15 февраля сын австрийского императора был торжественно принят королём Португалии и его семьей. Вскоре у берегов Пиренейского полуострова появились и корабли адмирала Шовелля, численность англо-голландской эскадры достигла 78 линейных кораблей, они сопровождали 68 транспортов с 9000 человек десанта, основная часть войск предназначалась к высадке в Португалии. У союзников наконец-то появились первые гавани на Пиренейском полуострове, но англичане осознавали всю ненадежность и опасность ситуации — им нужна была своя, ни от кого не зависящая база.
После захода в Лиссабон Рук в начале мая покинул с 33 линейными кораблями десантом из 1800 человек (немецкие наемники под командованием принца Георга Гессен-Дармштадтского) столицу Португалии и через три недели прибыл в Барселону. Наместник Каталонии Франсиско де Веласко, уже принявший эту область под руку Филлипа Анжуйского, встретил союзную эскадру пушечными залпами. После неудачной попытки сделать высадку Рук направился к Тулону, где получил извести о приближении графа Тулузского; Рук немедленно пошёл ему навстречу. Вскоре он получил снова секретное извещение, что ввиду нерешительности Савойи центр тяжести войны опять должен быть перенесен в Испанию. Руку предписывалось быть в распоряжении королей Португалии и Испании.
Разведчики Рука уже через два дня нашли французов, но штиль помешал сближению, и графу Тулузскому удалось без боя войти в Тулон, таким образом объединив французские эскадры.
Рук пошёл в Лиссабон. В это время лорды Адмиралтейства определили город, который подлежал обязательному захвату — Кадис, захват которого англичанами сорвался два года назад.

## Штурм Гибралтара

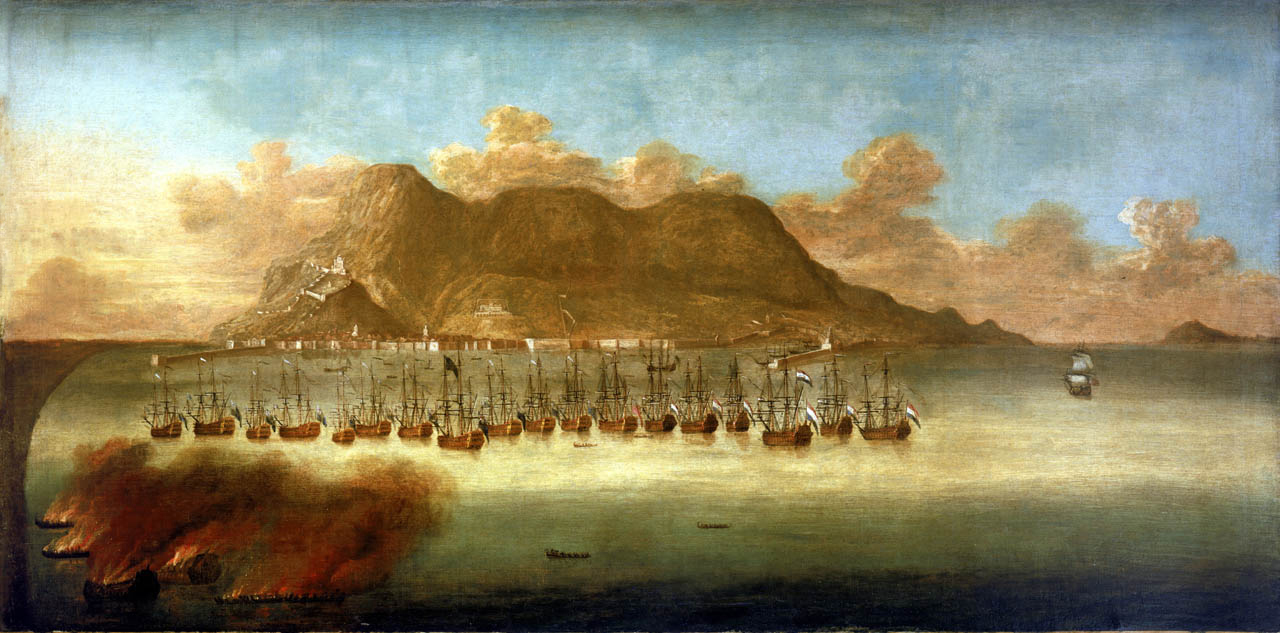
Англо-голландская эскадра перед Гибралтаром

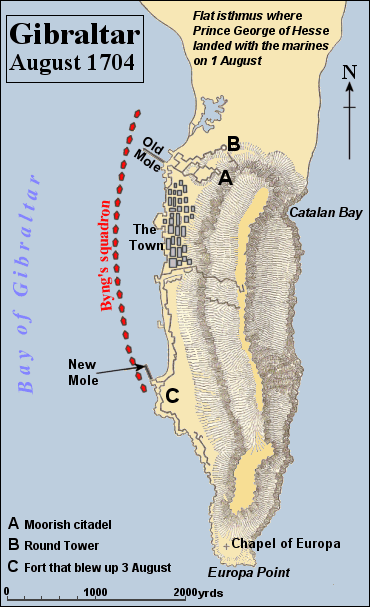
Штурм 1-4 августа 1704.

В конце июня 1704 года Рук соединился с Шовелем в Лагосе на юге Португалии; теперь он располагал 60 кораблями. Полученное им здесь предписание подтвердило приказ быть в распоряжении обоих королей; поэтому он направился к Лиссабону. Там Рук испросил инструкции и доложил о своей готовности на пути в Средиземное море захватить Кадис в случае, если бы ему были даны сухопутные войска. Для пополнения запаса воды он тем временем прошёл в Малагу, а затем начал крейсировать в Гибралтарском проливе. Ответ пришёл в конце июля; с Руком соглашались, но дать ему войска не могли.
27 июля на флагманском корабле «Ройал Катерин» состоялся военный совет, где союзники пытались решить, что же им делать дальше. Рук, Шовелль и принц Георг Гессен-Дармштадтский сходились в том, что сил в 1800 человек для взятия Кадиса недостаточно, ведь испанцы довольно сильно укрепили город после прошлой попытки. Меж тем по рукам и ногам флот связывало предписание королевы Анны — действовать только с разрешения Карла III и короля Португалии. При этом королева Анна ждала от флота решительных действий. В такой ситуации один из флагманов эскадры — вице-адмирал Джон Лик — предложил захватить Гибралтар.
Идею Лика горячо поддержал вице-адмирал Джордж Бинг. Рук и принц также ухватились за эту мысль — они хорошо знали, что Гибралтар с сильным гарнизоном неприступен, но, согласно разведданным, войск там практически нет, а проблемы с продовольствием — очень большие. При неожиданном нападении успех мог бы быть обеспечен, а в случае неудачи прямого штурма союзники могли попытаться взять город измором. Кроме того, флот не рисковал быть ослабленным на случай приближения главных сил французов.
К этому моменту Гибралтарская крепость представляла собой четырёхугольник неправильной формы, восточная и южная стороны которого упиралась в Гибралтарскую скалу, западная — в море, а северная была прикрыта у песчаного перешейка бастионом дель-Кастильо, пушки на котором ещё не были размещены. Вход на рейд Гибралтара закрывали два мола, вытянутых в Альхесирасский залив. Самым уязвимым местом крепости был бастион дель-Кастильо. Форты и цитадель города были достаточно хорошо укреплены, по периметру были созданы площадки для размещения 150 орудий. Однако под командованием гибралтарского губернатора дона Диего де Салинеса было всего лишь 147 солдат и 250 ополченцев, слабо вооруженных. На фортах было размещено 100 орудий, причем все они смотрели в море, с суши Гибралтар был практически беззащитен, если не считать природных препятствий в виде скал и рукотворных — в виде фортов, само восхождение на которые составляло большую проблему. С порохом и свинцом дело обстояло неплохо, но запас ядер был крошечным. С продовольствием, особенно с водой, дела обстояли катастрофически. Из присланных в подкрепление 50 солдат примерно половина сразу же разбежалась, а оставшиеся испытывали большие лишения.
1 августа 1704 года союзный флот в составе 45 английских и 10 голландских линейных кораблей подошёл к фортам Гибралтара. С кораблей были спущены шлюпки, и под барабанный бой губернатору дону Салинесу было передано две бумаги: письмо короля Португалии, где эрцгерцог Карл признавался новым испанским королём Карлом III, и воззвание принца Гессен-Дармштадтского, уверявшее, что союзники пришли сюда с добрыми намерениями, и сразу же после присяги на верность Карлу III они удалятся, не причинив никому вреда. Однако испанский губернатор решил сопротивляться и распределил свои силы следующим образом:
- 150 человек (половина из них — ополченцы) под командованием Диего де Авила Пачеко оставить в форте Пуэрта дель Терра, прикрывавшем вход в город из бастиона дель-Кастильо;
- 120 ополченцев Хосе де Медины разместили на форте Муэлье Вьехо (Muelle Viejo) у южного мола;
- 50 ополченцев под командованием Франсиско Тобиаса де Фуэнтеса охраняли форт Муэлье Нуэво (Muelle Nuevo), расположенный рядом с северным молом;
- 70 солдат и 6 артиллеристов заняли позиции в бастионе дель-Кастильо.

Испанский губернатор не планировал вести контрбатарейный бой из-за отсутствия ядер. В то же время, несмотря на большие перспективы, отражение картечью нападения с суши оно не могло быть эффективным из-за малого количества орудий защищающихся на сухопутном направлении.
2 августа дул задул сильный зюйд-вест, и эскадра Рука не могла подойти к городу, хотя с кораблей произвели несколько выстрелов, чтобы показать, что там ждут ответа на своё предложение. Вечером ветер сменился, и соединение из 20 кораблей под командованием вице-адмирала Бинга и голландца Ван дер Дуссена заняло позиции у старого (Муэлье Вьехо) и нового (Муэлье Нуэво) мола. Это была последняя попытка договориться. Не дождавшись ответа, Рук приказал произвести несколько залпов по цитадели, на что немедленно ответили испанские артиллеристы.
В воскресенье, 3 августа, в пять утра корабли Бинга начали бомбардировку Гибралтара, которая продолжалась шесть часов. По городу было выпущено более 14000 ядер. Хотя укреплениям и был нанесен некоторый вред, система обороны совершенно не пострадала. Большей частью ядра попали в жилые дома, было убито около 50 ополченцев и полторы сотни горожан, вследствие чего из цитадели начался массовый исход женщин, стариков и детей. Они решили искать убежища в монастырях рядом с городом — Нуэстра Сеньора де Европа, Сан-Хуан и Ремедьос. У подножия северного мола Рук высадил отряд морских пехотинцев в количестве 1800 человек под командованием капитана Вайтекера. Поскольку башню Муэлье Нуэво охраняли всего лишь 50 ополченцев, испанцы решили отступить, предварительно взорвав мину.
Обрушившиеся на нападающих обломки форта и скальной породы нанесли союзникам тяжелые потери — 42 человека было убито, а 60 — ранено. Тем не менее Вайтекер взял бастион и находившийся рядом монастырь Нуэстра Сеньора де Европа. Разозленные потерями моряки накинулись на женщин, прятавшихся в ските, и некоторые из них были изнасилованы, часть же других подверглась побоям.
Гибралтар не сдавался, принц Гессен-Дармштадтский всё ещё топтался у подножия бастиона дель-Кастильо, взятие форта Муэлье Нуэво не было фатальным, ведь оставалась ещё главная цитадель. Однако в полдень было получено новое послание союзников, где они требовали безоговорочной капитуляции, угрожая в случае неповиновения полностью уничтожить жителей Гибралтара и начать с тех, кто попал к ним в руки в монастыре Нуэстра Сеньора де Европа. Поскольку у обороняющихся там находились матери, жены, сестры и дочери, гарнизон потребовал согласиться на условия союзников, и Салинес подписал почётную капитуляцию. Испанцы с развернутыми знамёнами и под барабанный бой вышли из Гибралтара, злополучные женщины из монастыря также были отпущены, они удалились вместе с войсками.

## Результаты
4 августа 1704 года вошло в мировую историю — Англия прорубила окно в Средиземное море, Гибралтар был взят. Нападающие и защитники понесли примерно одинаковые потери — 60 убитых и 200 раненых с испанской стороны. Потери союзников не превышали 280 человек; их войска пострадали главным образом при взрыве испанцами порохового погреба.